# نهر أورانج

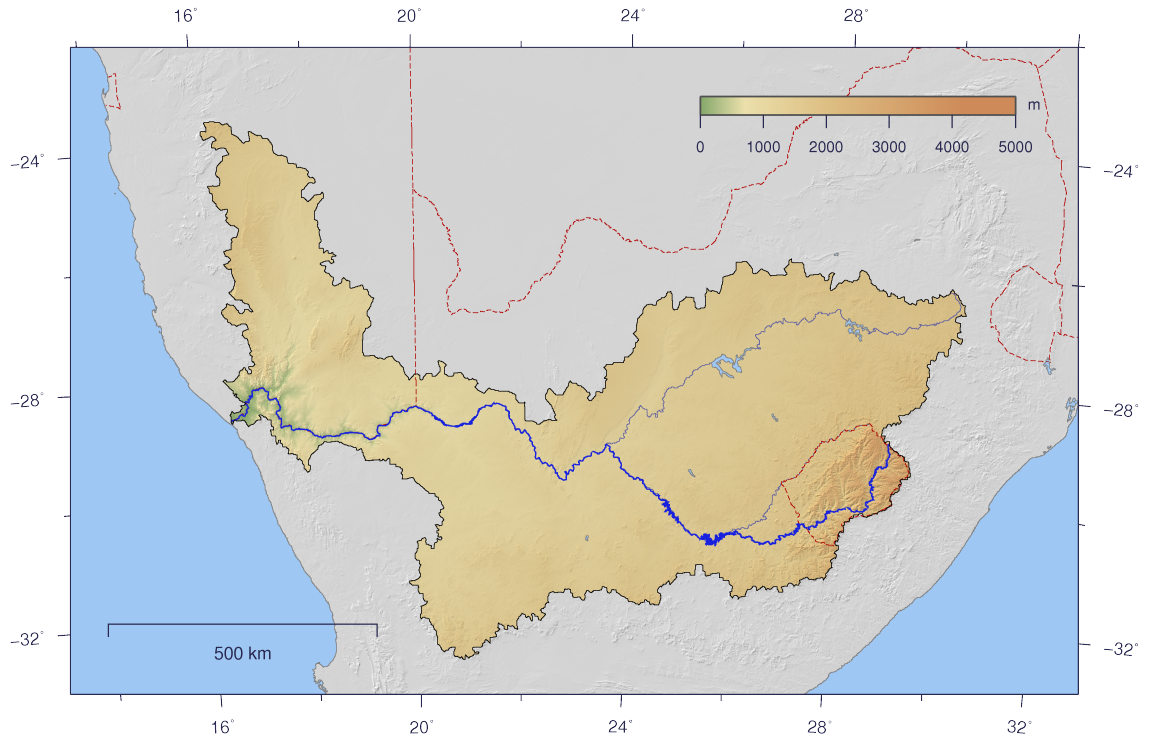
مخطط لمجرى نهر أورانج

نهر أورانج (بالإنجليزية: Orange River)‏ هوأطول نهر في جمهورية جنوب أفريقيا بطوله البالغ حوالي 2200 كلم، وأهم روافده هو نهر فال. ينبع نهر أورانج من المنحدر الغربي في جبال دراكنسبيرغ في مملكة ليسوتو، ويسيل في اتجاه جنوب غربي نحو جمهورية جنوب أفريقيا، وهناك يتحول اتجاهه للشمال الغربي مشكلاً بذلك الحد الفاصل بين ولايات فري ستيت وكيب الشرقية وكيب الشمالية في جمهورية جنوب أفريقيا، والحدود بينها وبين جمهورية ناميبيا، ثم يصب في النهاية في المحيط الأطلسي عند شاطئ ألكساندر.
أطلق على نهر الأورانج هذا الاسم تكريما لأمير أورانج الهولندي في أواخر القرن الثامن عشر وكان روبرت جوردون و هو قائد عسكري هولندي في جنوب إفريقيا هو الذي اختار الاسم أما الإفريقيون الذين كانوا يعيشون في تلك المنطقة فقد أطلقوا على النهر اسم جاريب وخلال الستينات من القرن التاسع عشر اكتشف الماس على طول مجرى النهر وفي عام 1962 أعلنت حكومة جنوب إفريقيا عن خطة تطوير لنهر الأورانج ومنذ ذلك الحين أنشأت الحكومة السدود على النهر لتوفير الطاقة الكهربائية كما أنشأت القنوات والأنفاق لري الأراضي المجاورة وتأمين السيطرة على الفيضانات .